# Soper
Soper is een plaats (town) in de Amerikaanse staat Oklahoma, en valt bestuurlijk gezien onder Choctaw County.

## Demografie
Bij de volkstelling in 2000 werd het aantal inwoners vastgesteld op 300.
In 2006 is het aantal inwoners door het United States Census Bureau geschat op 299, een daling van 1 (-0,3%).

## Geografie
Volgens het United States Census Bureau beslaat de plaats een oppervlakte van
0,7 km², geheel bestaande uit land. Soper ligt op ongeveer 141 m boven zeeniveau.

## Plaatsen in de nabije omgeving
De onderstaande figuur toont nabijgelegen plaatsen in een straal van 32 km rond Soper.